# 胡朋宏
胡 朋宏（えびす ともひろ、1988年7月25日 - ）は、日本の元プロボクサー。兵庫県西宮市出身。横浜光ボクシングジム所属。第57代日本ミドル級王者。元日本ミドル級暫定王者。

## 来歴
神戸国際大学附属高等学校3年時の2006年にのじぎく兵庫国体で行われたボクシング少年男子の部ミドル級部門で優勝した。
2009年11月3日、第66回東日本トーナメントミドル級部門決勝で加藤大樹に2回3分0秒TKO勝ちを収め全勝対決を制し東日本新人王を獲得すると共に大会MVPに選出された。同年12月20日、第56回全日本新人王決定戦ミドル級部門決勝で下野喜道と対戦し、初回2分45秒TKO勝ちを収め全日本新人王を獲得すると共に大会MVPに選出された。
2010年6月24日、最強後楽園ミドル級部門準決勝で田島秀哲に2回TKO勝ちを収めたが、同年9月5日に行われた決勝で氏家福太郎に4回TKO負けを喫し、日本ミドル級王座への挑戦権獲得はならなかった。初の黒星に「尋常じゃないショック」を受けたが、これを機に腕力のみに頼らないスタイルを求めるようになった。
2011年10月29日、日本ミドル級2位として同スーパーウェルター級2位の湯場忠志とミドル級8回戦で対戦。「名前のない選手にたくさん勝つより、有名な選手に勝ちたい」と臨んだが、3回TKO負けを喫した。
2012年10月20日、2年ぶりに挑んだ最強後楽園ミドル級決勝で中堀剛に2回KO勝ちを収めて優勝し、日本王座への挑戦権を獲得した。
2013年2月11日、湯場に勝利して日本ミドル級王者となっていた佐々木左之介に挑戦。6回TKO勝ちを収め、同王座を獲得した。
2013年8月3日、元日本2階級制覇王者で日本ミドル級1位の中川大資と対戦し、7回2分56秒TKO負けを喫し日本ミドル級王座の初防衛に失敗して王座から陥落した。中川はこの勝利によって史上4人目の日本王座3階級制覇を達成した。
2014年4月5日、インドネシアスーパーミドル級1位のサトリア・アンタセナと79.0 Kg契約8回戦を行い、3回1分20秒KO勝ちを収め再起に成功した。
2014年5月31日、豊橋市総合体育館でケビン・トーマス・コジャンと77.0kg契約8回戦を行い、2回2分10秒KO負けを喫した。
2015年1月17日、後楽園ホールで行われた第533回ダイナミックグローブで川端達郎と73.0kg8回戦を行い、初回2分10秒TKO勝ちを収め再起を果たした。
2015年5月7日、後楽園ホールで行われた第94回ダイナマイトパンチで福山和徹とミドル級8回戦を行い、7回1分34秒TKO勝ちを収めた。
2016年3月11日、後楽園ホールで甲斐斗志広とミドル級6回戦を行い、2回1分57秒TKO勝ちを収めた。
2016年7月19日、後楽園ホールで行われた「ダイナマイトパンチ101」で秋山泰幸とミドル級8回戦を行い、8回59秒TKO勝ちを収めた。
2016年12月24日、日本ミドル級王者の西田光の負傷に伴い元日本・OPBF東洋太平洋ミドル級王者で日本ミドル級2位の淵上誠と日本ミドル級暫定王座決定戦を行い、8回1分44秒TKO勝ちを収め王座獲得に成功した。
2017年5月1日、後楽園ホールで西田光と王座統一戦を行い、10回0-3（94-96、94-97、93-97）の判定負けを喫し王座統一に失敗。5ヵ月間保持していた暫定王座は正規王座に吸収される形で消滅した。
西田戦後に引退届を提出し、2017年9月27日に発表された9月度のJBCランキングから名前が外れた。
引退後は横浜光ジムでトレーナーを務める傍らで官足法認定講師の資格を取得してマッサージも行っており、2021年からは元WBO世界スーパーフェザー級王者の伊藤雅雪を担当している。

## 戦績
プロボクシング：22戦17勝（17KO）5敗
| 戦           | 日付           | 勝敗 | 時間    | 内容    | 対戦相手                    | 国籍         | 備考                                           |
| ------------ | -------------- | ---- | ------- | ------- | --------------------------- | ------------ | ---------------------------------------------- |
| 1            | 2008年7月5日   | ☆    | 3R      | TKO     | 長谷川貴昭 （河合）         | 日本         | プロデビュー戦                                 |
| 2            | 2008年11月17日 | ☆    | 1R      | TKO     | 小倉雅弘 （神拳阪神）       | 日本         |                                                |
| 3            | 2009年8月3日   | ☆    | 1R      | KO      | 川端達郎 （白井・具志堅）   | 日本         | 第66回東日本新人王トーナメントミドル級部門予選 |
| 4            | 2009年11月3日  | ☆    | 2R 3:00 | TKO     | 加藤大樹 （宮田）           | 日本         | 第66回東日本新人王トーナメントミドル級部門決勝 |
| 5            | 2009年12月20日 | ☆    | 1R 2:45 | TKO     | 下野喜道 （西日本協会）     | 日本         | 第56回全日本新人王決定戦ミドル級部門決勝       |
| 6            | 2010年3月29日  | ☆    | 4R      | TKO     | 岩尾剛 （泉北）             | 日本         |                                                |
| 7            | 2010年6月24日  | ☆    | 1R      | TKO     | 田島秀哲 （西遠）           | 日本         | 最強後楽園ミドル級部門準決勝                   |
| 8            | 2010年9月5日   | ★    | 4R 2:59 | KO      | 氏家福太郎 （新日本木村）   | 日本         | 最強後楽園ミドル級部門決勝                     |
| 9            | 2011年5月18日  | ☆    | 4R      | TKO     | 相沢健治 （オサム）         | 日本         |                                                |
| 10           | 2011年10月29日 | ★    | 3R 2:09 | TKO     | 湯場忠志 （都城レオ）       | 日本         |                                                |
| 11           | 2012年4月22日  | ☆    | 2R 2:23 | TKO     | 田島秀哲 （西遠）           | 日本         |                                                |
| 12           | 2012年10月20日 | ☆    | 2R 1:18 | KO      | 中堀剛 （本多）             | 日本         |                                                |
| 13           | 2013年2月11日  | ☆    | 6R 0:47 | TKO     | 佐々木左之介 （ワタナベ）   | 日本         | 日本ミドル級タイトルマッチ                     |
| 14           | 2013年8月3日   | ★    | 7R 2:56 | TKO     | 中川大資 （帝拳）           | 日本         | 日本王座陥落                                   |
| 15           | 2014年4月5日   | ☆    | 3R 1:20 | KO      | サトリア・アンタセナ        | インドネシア |                                                |
| 16           | 2014年5月31日  | ★    | 2R 2:10 | KO      | ケビン・トーマス・コジャン  | フランス     |                                                |
| 17           | 2015年1月17日  | ☆    | 1R 2:10 | TKO     | 川端達郎 （白井・具志堅）   | 日本         |                                                |
| 18           | 2015年5月7日   | ☆    | 7R 1:34 | TKO     | 福山和徹 （冷研鶴崎）       | 日本         |                                                |
| 19           | 2016年3月11日  | ☆    | 2R 1:57 | TKO     | 甲斐斗志広 （宮崎ワールド） | 日本         |                                                |
| 20           | 2016年7月19日  | ☆    | 8R 0:59 | TKO     | 秋山泰幸 （ヨネクラ）       | 日本         |                                                |
| 21           | 2016年12月24日 | ☆    | 8R 1:44 | TKO     | 淵上誠 （八王子中屋）       | 日本         | 日本ミドル級暫定王座決定戦                     |
| 22           | 2017年5月1日   | ★    | 10R     | 判定0-3 | 西田光 （川崎新田）         | 日本         | 日本ミドル級王座統一戦 日本暫定王座陥落        |
| テンプレート |                |      |         |         |                             |              |                                                |

## 獲得タイトル
- 第66回東日本新人王トーナメントミドル級部門優勝・MVP
- 第56回全日本新人王決定戦ミドル級部門優勝・MVP
- 第57代日本ミドル級王座（防衛0）
- 日本ミドル級暫定王座（防衛0）